# G'psgolox totempåle
G'psgolox totempåle är en nio meter hög totempåle av jättetuja, tillverkad 1872 av haislaindianer i Kitamaat (British Columbia i Kanada). Bakgrunden till totempålen var för att minnas att stammen drabbades av en epidemi av smittkoppor.
Totempålen restes byn Misk’USA vid Kitlopedalens inlopp, efter att den huggits på uppdrag av hövding G'psgolox från örnklanen efter ett möte med den gode anden Tsooda. Det är också Tsooda i sin hatt som syns högst upp på pålen. I mitten ser man Asoalget, en mytologisk björn och nederst grizzlybjörnen "som bor under vatten".

## Totempålen kommer till Sverige
Under 1920-talet, när haislafolket hade lämnat platsen där pålen stod, förvärvades den under oklara omständigheter av Sveriges konsul Olof Hanson i Prince Rupert. Den fördes till Sverige med båt via Göteborg och anlände 1929 till Riksmuseets etnografiska avdelning på Wallingatan. Det var diplomaten David Bergström som var den som officiellt överlämnade totempålen på Olof Hanssons vägnar. Dåvarande museichefen Gerhard Lindblom skrev i en artikel att klanen som ägde pålen utgjordes av 150 individer och att alla utom en äldre kvinna hade gått med på försäljningen av pålen. Hon varnade för allvarliga konsekvenser men enligt Lindbloms artikel gick även hon till slut med på beslutet. Den fick inte plats i avdelningens lokaler utan ställdes utomhus på innergården. Avdelningens lokaler var i dåligt skick och samlingarna inklusive totempålen flyttades inom några år över till de tidigare militära byggnaderna på Ladugårdsgärdet. Museet skildes organisatoriskt från Naturhistoriska riksmuseet 1935 och totempålen tillhörde därmed Statens etnografiska museum. Under nästan 50 år låg den sedan i ett magasin. På 1970-talet konserverades den, och när den nya museibyggnaden öppnade 1980 hade den byggts för att kunna visa totempålen inomhus. Där visades den i 25 år.

## Krav på repatriering
År 1991 kom Louisa Smith och Gerald Amos som representanter för haislafolket i sällskap med en representant för Greenpeace till Etnografiska museet för att kräva tillbaka totempålen. Stora skogsområden i Kitlopedalen i British Comumbia hotades av skogsskövling och pålen ansågs bland annat vara en viktig symbol i kampen mot skövlingen. Återföringskravet fick dåvarande museichef Per Kåks att begära av den svenska regeringen att få återlämna den. Sveriges regering beslutade 1994 att totempålen skulle lämnas som en gåva till haisla. Samma år blev också området runt Kitlopedalen det största naturskyddsområdet i British Columbia.

## Repliker tillverkas
Vid besöket i Sverige 1991 hade haisla erbjudit Sverige och Etnografiska museet att låta sin mästersnidare tillverka en ny påle. Två repliker av pålen tillverkades också nästan tio år senare. Den första blev klar 2000, den andra sändes till Sverige med flyg och slutfördes där. Tillverkningen av de nya pålarna, och transporten till Sverige, skildrades i dokumentären Totem: The Return of the G'psgolox Pole år 2003. Det var Henry Robertson och hans systersöner Barry och Derek Wilson som tillverkade dem. Den 29 augusti restes den första nygjorda pålen på sin ursprungliga plats i Misk’USA. Efter att den rests, reste tillverkarna till Sverige och Etnografiska museet samma år där de färdigställde den andra repliken. När den ursprungliga pålen lämnade Etnografiska museet 2006, restes repliken utanför museet.

## Totempålen återvänder

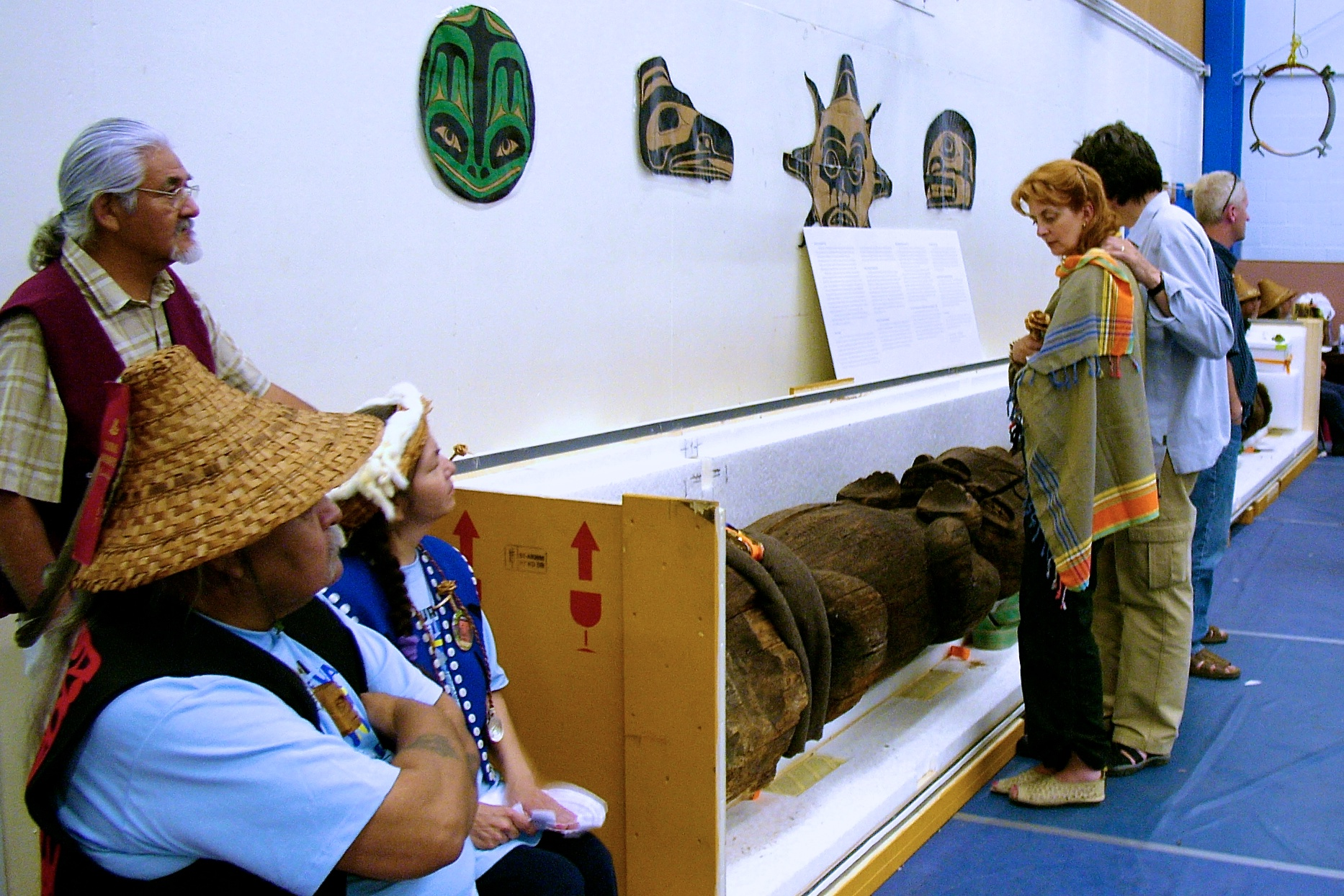
Totempålen åter i British Columbia, här i Kitamaat Village, 1 juli 2006. På bilden syns Henry Robertson.

Den första pålen fördes först till University of British Columbia 2006. Återlämnandet skildrades i filmen Totem: Return and Renewal. Det är det första kända exemplet på att en totempåle återlämnats till nordvästkustindianer. Den ursprungliga pålen har i enlighet med haislaindianernas traditioner lämnats att förmultna i naturen.